# Peter Saville
Peter Saville né le 9 octobre 1955 à Manchester est un directeur artistique anglais.
Vivant aujourd'hui à Londres, Saville étudia d'abord au St Ambrose College (en), puis le design graphique au Manchester Polytechnic de 1975 à 1978.

## Factory Records
Peter Saville doit d'abord sa notoriété au design novateur de pochettes de disque qu'il conçoit pour des artistes de la Factory Records, notamment pour Joy Division et New Order.
Influencé par un ami, Malcolm Garrett, qui avait commencé à dessiner pour les Buzzcocks, un groupe punk de Manchester, et par Pioneers of Modern Typography d'Herbert Spencer (en), Saville fut inspiré par Jan Tschichold, le principal propagandiste du mouvement New Typography. Selon Saville : « Malcolm avait une copie de Pioneers of Modern Typography. Le seul chapitre qu'il n'avait pas réinterprété dans son propre travail était le cool et discipliné New Typography de Tschichold, et il me plut subtilement. J'y trouvai un parallèle dans la New Wave qui émergeait du Punk »,.
Saville mit les pieds dans le monde de la musique après une rencontre avec Tony Wilson, le journaliste et présentateur de télévision, lors d'un show de Patti Smith en 1978. Il en découla la commission par Wilson de la première affiche de Factory Records (FAC 1). Saville devint associé chez Factory Records avec Wilson, Rob Gretton et Alan Erasmus.
Le design de Saville pour le dernier album de Joy Division, Closer, sorti peu de temps après la mort d'Ian Curtis par suicide en mai 1980, fut controversé, de par sa représentation qui évoque la mise au tombeau du Christ (en fait, une photographie du français Bernard Pierre Wolff que Saville connaissait bien, une deuxième image illustrera d'ailleurs le maxi 45 tours Love Will Tear Us Apart). Cependant, le choix artistique avait précédé la mort de Curtis, ce que confirme l'affichage de l’œuvre sur les murs des locaux du magazine plusieurs mois auparavant.
La production de Saville pendant cette période inclut une réappropriation de l'art et du design. La critique de design Alice Twemlow écrivit : « ...dans les années 1980... il allait directement 'sortir' une image d'un genre artistique — comme l'histoire de l'art — et la recontextualiser dans un autre. Une peinture de Fantin-Latour Roses combinée avec un alphabet codé devint une pochette d'album importante pour le disque de New Order Power, Corruption and Lies (1983), par exemple ».
Dans le film 24 Hour Party People (2002) basé sur Tony Wilson et l'histoire de Factory Records, Saville est joué par l'acteur Enzo Cilenti. Sa réputation de dépasser les échéances est soulignée de façon comique dans le film.

## Au-delà de Factory Records
En 1979, Saville déménagea de Manchester à Londres et devint art director de Virgin (filiale DinDisc). Il créa alors des designs où il poussa plus loin son goût raffiné du Modernisme, travaillant pour des artistes comme Roxy Music, Duran Duran, Wham! et Orchestral Manoeuvres in the Dark. Saville fonda l'agence Peter Saville Associates (qui concevait principalement pour des artistes musicaux et des labels) avant de fermer en 1990 pour joindre Pentagram, une des agences les plus respectées dans le monde pour son approche multidisciplinaire.
En 1993, Saville quitta Londres et déménagea à Los Angeles pour rejoindre l'agence Frankfurt Balkind avec son collaborateur Brett Wickens. Mais Saville retourna vite à Londres. Il fonda The Apartment pour l'agence de publicité allemande Meiré & Meiré, opérant de son appartement moderniste à Mayfair. (Cet appartement figure sur la pochette de l'album de Pulp This Is Hardcore). The Apartment produisit pour des clients comme Mandarina Duck et Smart Car avant que Saville ne retourne comme indépendant, avec d'autres collaborations (incluant John Warwicker au Tomato de Soho). En 1999, Saville déménagea à Clerkenwell pour redémarrer Peter Saville Associates (renommé Saville Parris Wakefield).
Saville devint plus occupé, la jeune génération de la pub et de la mode ayant connu son design pour Factory Records. Il atteignit un pic créatif et commercial avec des clients comme Selfridges, EMI et Pringle. D'autres commissions provinrent du monde de la mode : Jil Sander, Martine Sitbon, John Galliano, Yohji Yamamoto, Dior et Stella McCartney. Saville travailla souvent en collaboration avec son grand ami, le photographe Nick Knight. Les deux lancèrent un site d'art et mode, SHOWstudio en November 2000. Entre autres, le styliste belge Raf Simons obtint un accès complet dans les archives de Peter Saville pour Factory et fit une sélection personnelle pour intégrer dans son défilé « Closer » (collection automne/hiver 2003-2004).
En 2004, Saville devint Creative Director de la ville de Manchester (comme consultant).
En 2013, à l’occasion des 80 ans de Lacoste, Saville crée 80 dérivés du logo du polo blanc Lacoste.
En 2018, Saville réalise un nouveau logo pour la marque de luxe Burberry.

## Expositions, livres et trames sonores
Le statut et la contribution de Saville au design graphique fut souligné quand le Design Museum de Londres exposa son travail en 2003. L'exposition, appelée The Peter Saville Show eut lieu du 23 mai au 14 septembre 2003. Un livre de Rick Poynor, Designed by Peter Saville, accompagnait l'exposition. The Peter Saville Show Soundtrack fut joué et enregistré par New Order, et fut disponible pour les premiers visiteurs de l'exposition.
En novembre 2004, l'exposition du Centre du Graphisme d'Échirolles Swinging London, graphisme et musique aujourd’hui organisée par l'Atelier Michel Bouvet consacre une large part à Peter Saville.

## Quelques pochettes de disque et CD dessinées par Peter Saville
Liste complète sur le site https://petersaville.info/sleeves/
- Joy Division — Unknown Pleasures, 1979
- Joy Division — Transmission, 1979
- Joy Division — Love Will Tear Us Apart, 1980
- Joy Division — Closer, 1980
- Orchestral Manoeuvres in the Dark — Orchestral Manoeuvres in the Dark, 1980
- Roxy Music — Flesh + Blood, 1980
- Brian Eno & David Byrne — My Life in the Bush of Ghosts, 1981
- Joy Division — Still, 1981
- New Order — Ceremony, 1981
- New Order — Movement, 1981
- Ultravox — Rage in Eden, 1981
- New Order — Temptation, 1982
- New Order – Blue Monday, 1983
- New Order – Power, Corruption and Lies, 1983
- New Order — Low-Life, 1985
- Peter Gabriel — So, 1986
- George Michael — A Different Corner, 1986
- New Order — Brotherhood, 1986
- New Order — Bizarre Love Triangle, 1986
- New Order – True Faith, 1987
- New Order — Substance, 1988
- New Order — Technique, 1989
- New Order — Republic, 1993
- Suede — Coming Up, 1996
- New Order — Video 5 8 6, 1997
- Pulp — This Is Hardcore, 1998
- Gay Dad — Leisure Noise, 1999
- Pulp – We Love Life, 2001
- New Order – Get Ready, 2001
- New Order — Waiting for the Sirens' Call, 2005
- Orchestral Manoeuvres in the Dark — History of Modern, 2010
- Orchestral Manoeuvres in the Dark — English Electric, 2013
- New Order — Music Complete, 2015